# Holbeinsteg
Der Holbeinsteg ist eine 1990 errichtete Brücke über den Main in Frankfurt für Fußgänger und Radfahrer. Er verbindet die Holbeinstraße in Sachsenhausen mit der Windmühlstraße im Bahnhofsviertel.

## Technik und Architektur
Der Holbeinsteg ist als Hängebrücke konstruiert. Entwickelt wurde er vom Städteplaner und Architekten Albert Speer (Jr.) als Bestandteil der Gestaltung des Museumsufers.
Die Brücke hat, bei einer Gesamtlänge von 210 Metern, über dem Main eine Stützweite von 142 Metern. In der Hauptöffnung ist die Fahrbahnplatte, ein stählerner Hohlkasten, mit schräg geneigten Hängerseilen an zwei Tragseilen aufgehängt. Die Tragseile sind an zwei A-förmigen, 32,7 Meter hohen Pylonen befestigt und über Rückhalteseilpaare in den Widerlagern verankert. Tragwerksplaner waren das Ingenieurbüro König und Heunisch.

## Bedeutung im Verkehrsnetz
In der Nähe des südlichen Brückenkopfes befinden sich der Eingang zum Städel und zum Liebieghaus. Außer den 15 Kultureinrichtungen des Museumsufers verbindet der Holbeinsteg auch den als Freizeitgelände beliebten Mainuferpark unterhalb des Schaumainkais mit dem Nizza am Untermainkai. Er ist als Teil der Radroute 5 (Museumsufer–Bockenheim) ausgeschildert und damit ein zentrales Element des Frankfurter Radverkehrsnetzes. Blaue Vorschriftzeichen gibt es nicht, als öffentlicher Weg soll er gleichberechtigt zu Fuß und per Rad genutzt werden.

## Bildergalerie

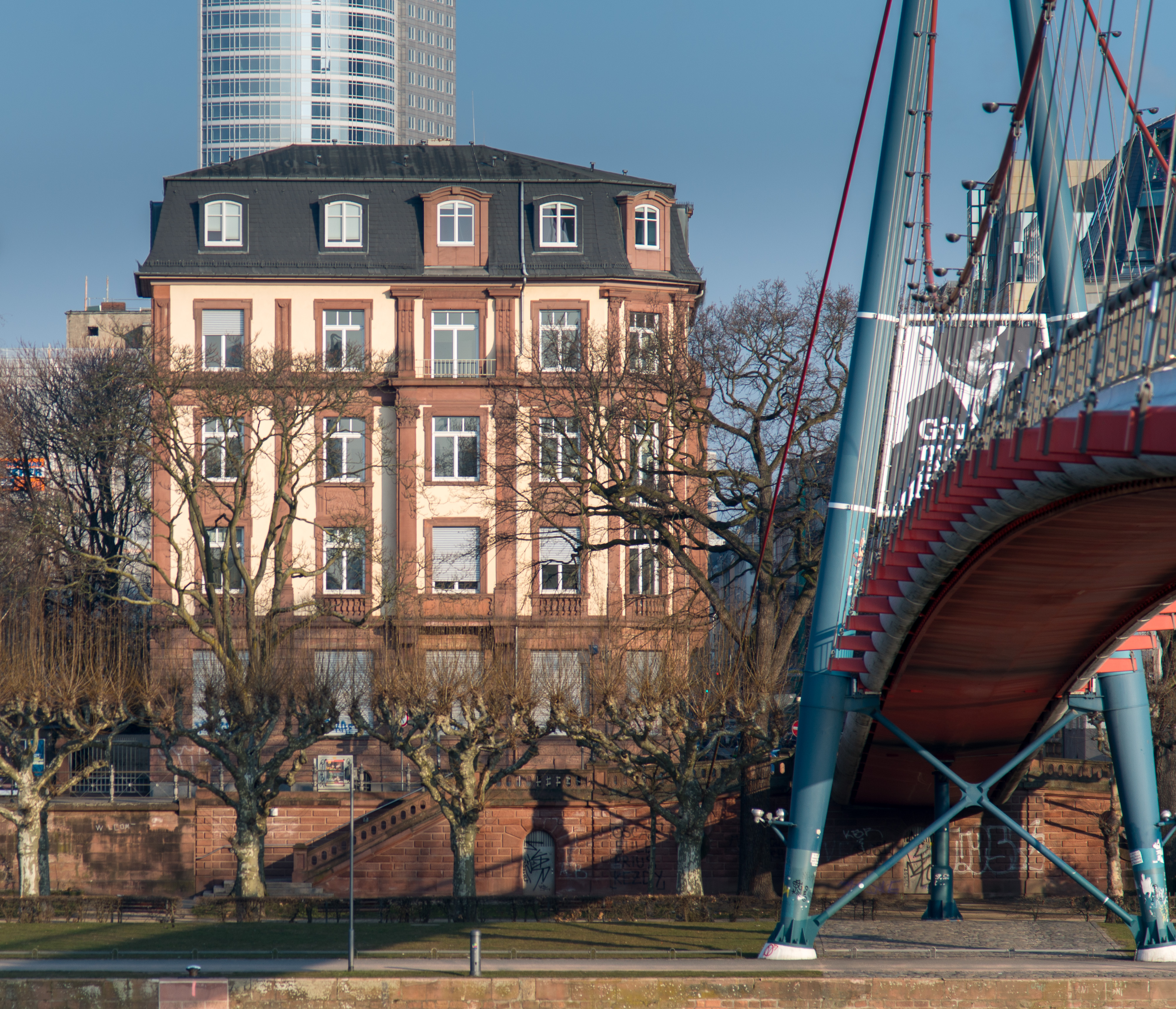
Anbindung am rechten Ufer: Untermainkai, Bahnhofsviertel
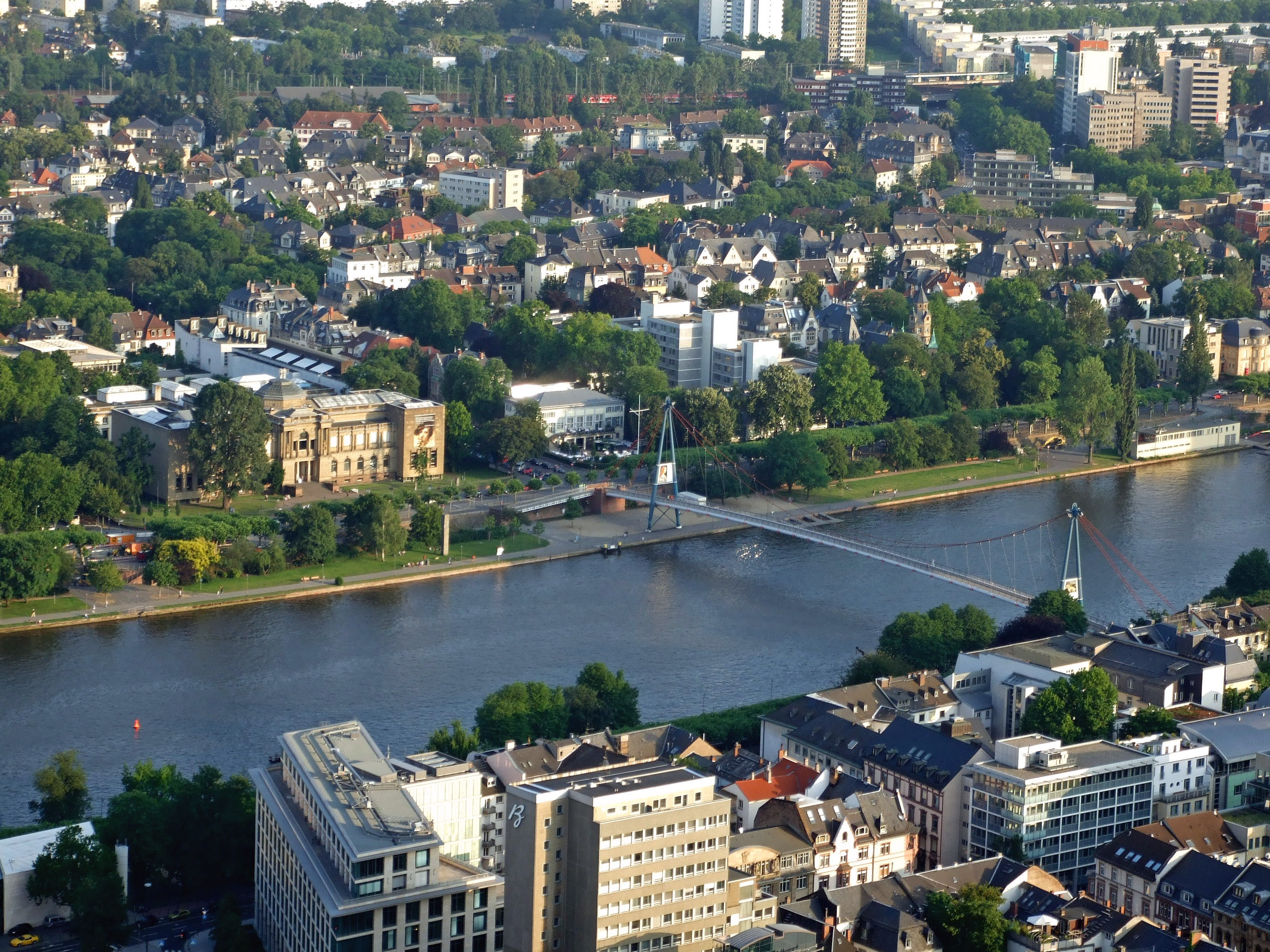
Anbindung am linken Ufer: Schaumainkai, Museumsufer

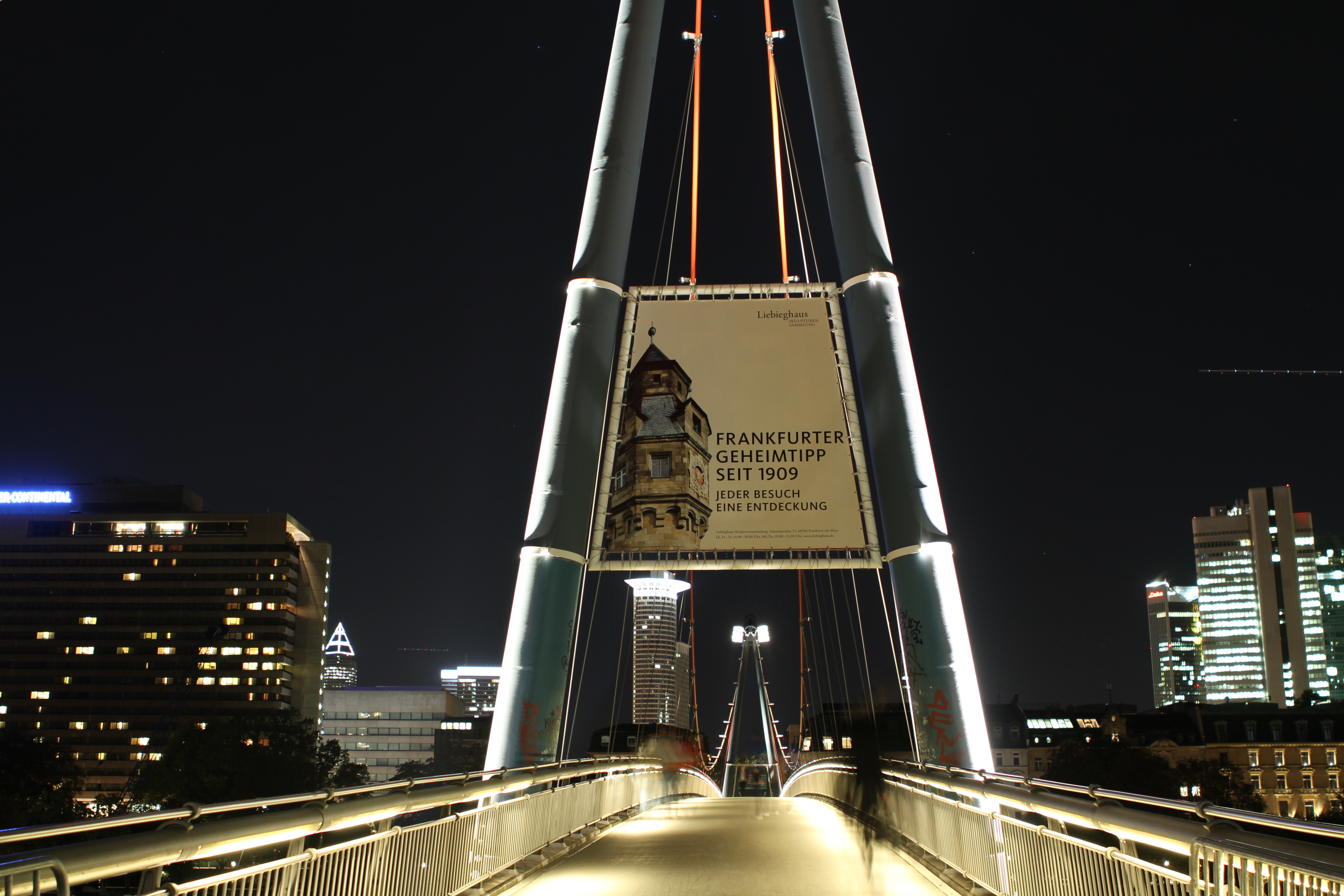
Holbeinsteg axial

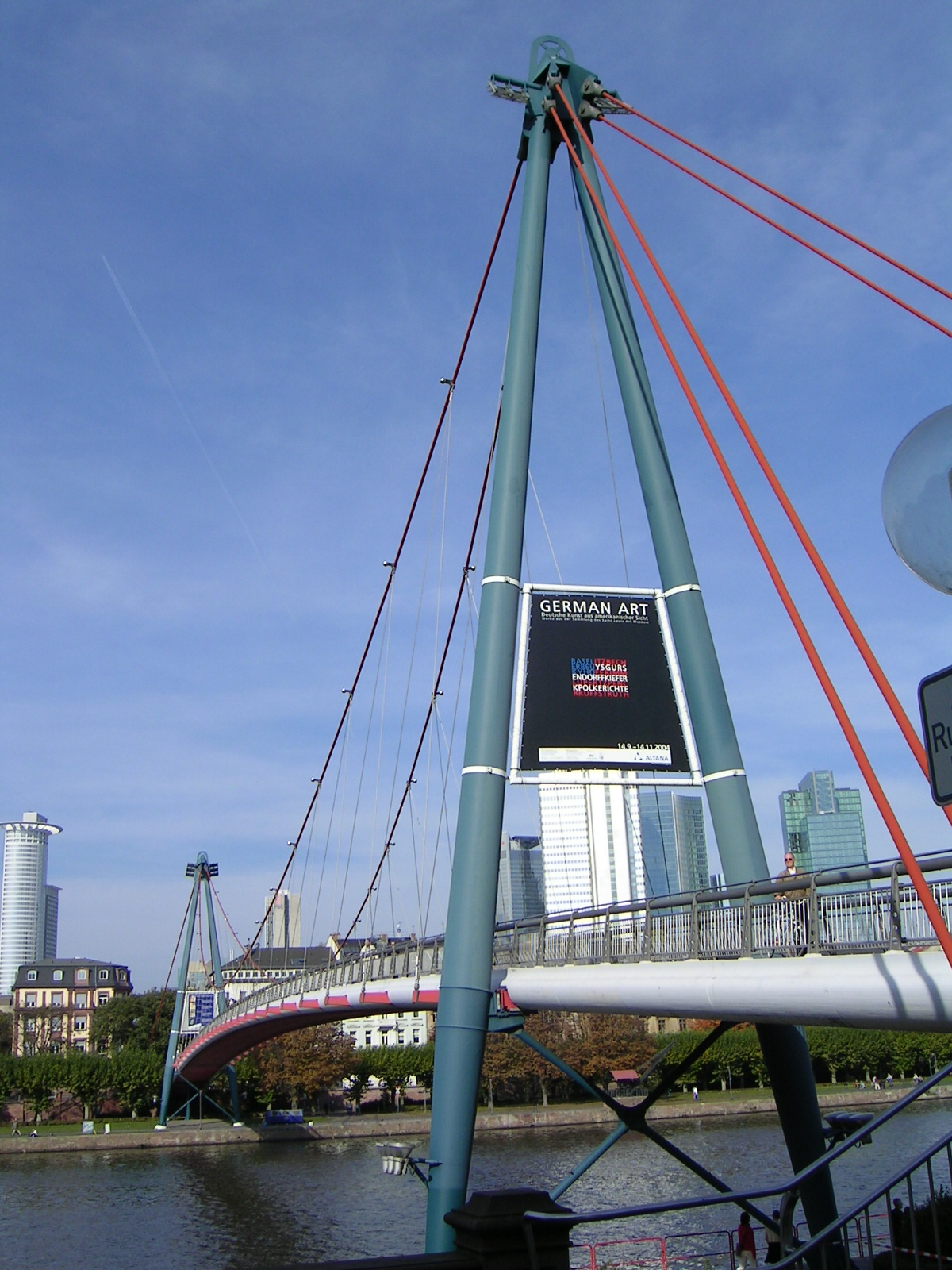
Längssicht aus Straßenhöhe
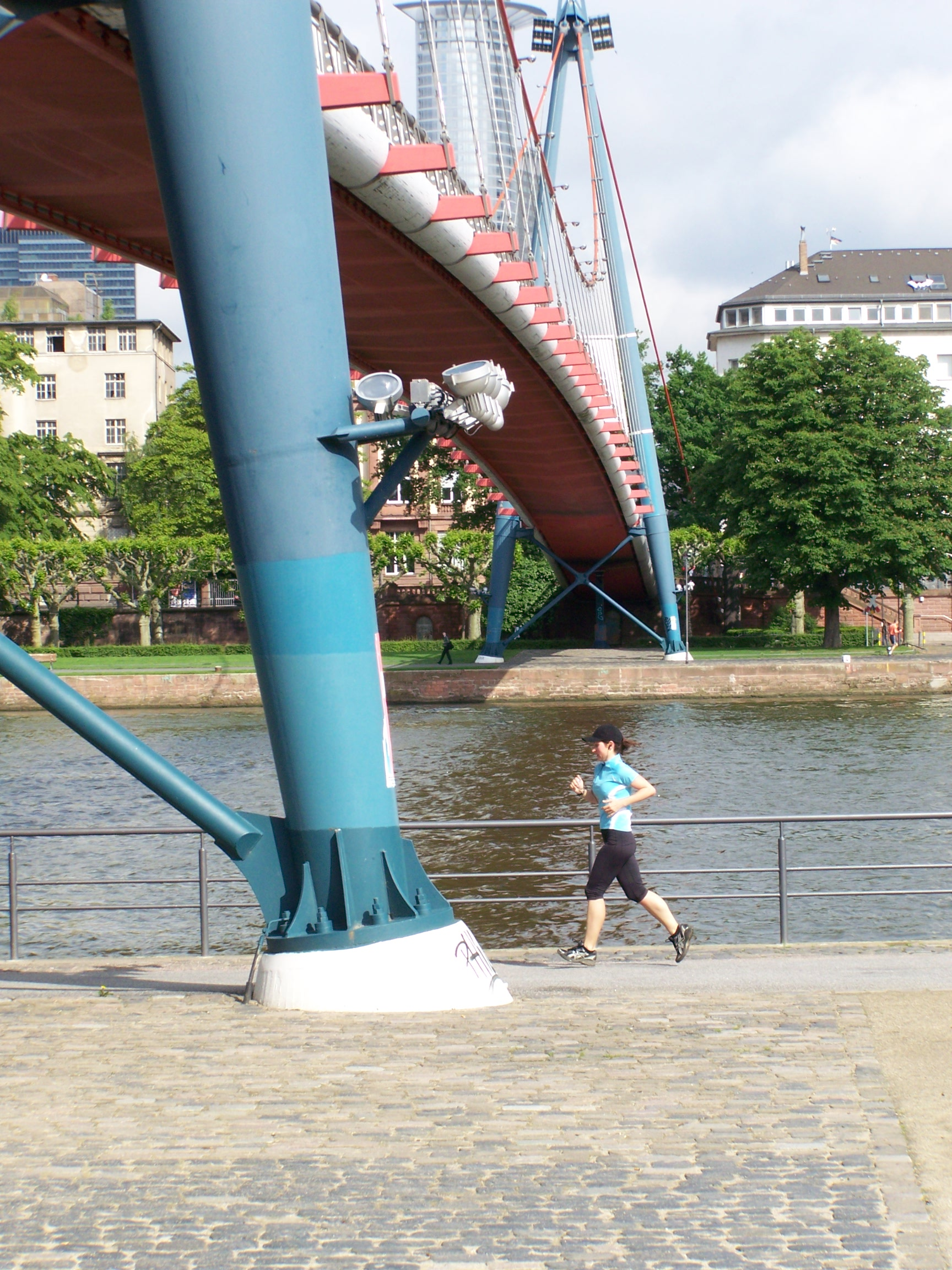
Längssicht aus Uferhöhe